# Fred Beardsworth
Fred Beardsworth (1899 – 10 tháng 10 năm 1964) là một tiền vệ bóng đá người Anh từng thi đấu ở Southern New England Soccer League và National Association Football League. Ông là thành viên của National Soccer Hall of Fame.